# Gamification
La ludicizzazione (nota anche con il prestito inglese gamification) è l'utilizzo di elementi mutuati dai giochi e delle tecniche di creazione di giochi in contesti non ludici. Il concetto di ludicizzazione è divenuto noto al grande pubblico nel febbraio 2010 grazie alla conferenza che Jesse Schell, game-designer americano, tenne in occasione del "D.I.C.E. Summit" di Las Vegas, anche se il termine non venne mai utilizzato in quel discorso.

## Principio
Traendo vantaggio dall’interattività concessa dai mezzi moderni ed ovviamente dai principi alla base del concetto stesso di divertimento, la Gamification rappresenta uno strumento estremamente efficace, in grado di veicolare messaggi di vario tipo, a seconda delle esigenze, e di indurre a comportamenti attivi da parte dell’utenza, permettendo di raggiungere specifici obiettivi, personali o d’impresa, anche senza che l'utente ne sia consapevole. Al centro di questo approccio va sempre collocato l’utente ed il suo coinvolgimento attivo.
Il principio alla base della ludicizzazione è quello di utilizzare le dinamiche e meccaniche del gioco:
- punti da accumulare;
- livelli da raggiungere;
- ricompense o doni da ottenere;
- distintivi da esibire;

per stimolare alcuni istinti primari di un essere umano: competizione, status sociale, compensi e successo.
È stato provato che l'utilizzo di metodologie ludiche stimola un comportamento attivo, riscontrabile tramite l'analisi dei dati delle scelte fatte all'interno del gioco. Un recente studio sull'influenza del gioco e della gamification sulla società è stato fatto da Jane Mcgonigal (2011), secondo cui la componente ludica può agevolare la comprensione del mondo attuale e stimolare comportamenti sociali virtuosi. I giochi possono inoltre servire a rendere migliori o più sopportabili quelle esperienze che normalmente non gratificano a sufficienza una persona, dando un significato più epico alle azioni compiute.

## Storia
Il termine "gamification" è apparso per la prima volta nel contesto del software per computer nel 2008 ma non ha guadagnato popolarità fino al 2010. Anche prima che il termine entrasse in uso, altri campi prendevano in prestito e adattavano elementi dai videogiochi; per esempio, nelle difficoltà di apprendimento e nella visualizzazione scientifica.
Il termine si è diffuso per la prima volta nel 2010, in un senso più specifico e si riferisce all'incorporazione degli aspetti sociali e di ricompensa dei giochi nel software. La tecnica ha catturato l'attenzione dei venture capitalist, uno dei quali considera la gamification l'area più promettente nel settore dei giochi. Un altro ha osservato che la metà di tutte le aziende che cercano finanziamenti per applicazioni software di consumo hanno menzionato la progettazione di giochi nelle loro presentazioni.
Diversi ricercatori la considerano strettamente legata al lavoro precedente sull'adattamento di elementi e tecniche di game-design a contesti di non gioco. La ricerca di Deterding sull'interazione uomo-computer usa elementi derivati dal gioco sulla motivazione e il design dell'interfaccia, invece Mark J. Nelson sostiene una connessione sia con il concetto sovietico di competizione socialista, sia con la tendenza del management americano del "divertimento al lavoro". Fuchs sottolinea che la gamification potrebbe essere guidata da nuove forme di interfacce ludiche. Le conferenze hanno anche incorporato retroattivamente la simulazione; per esempio Will Wright, designer del videogioco SimCity del 1989, è stato il relatore principale della conferenza sulla gamification Gsummit 2013.
Oltre alle aziende che utilizzano la tecnica, un certo numero di imprese ha creato piattaforme di gamification. Nell'ottobre 2007, Bunchball, sostenuta da Adobe Systems Incorporated, è stata la prima azienda a fornire meccaniche di gioco come servizio, su Dunder Mifflin Infinity, il sito della comunità per lo show televisivo della NBC The Office. I clienti di Bunchball hanno incluso Playboy, Chiquita, Bravo, e The USA Network. Badgeville, che offre servizi di gamification, è stato lanciato alla fine del 2010, e ha raccolto 15 milioni di dollari in finanziamenti di venture capital nel suo primo anno di attività.
Tra le imprese affermate, SAP AG, Microsoft, IBM, SAP, LiveOps, Deloitte, e altre aziende hanno iniziato a utilizzarla in varie applicazioni e processi. A volte interpretata erroneamente come una strategia per coinvolgere i millennials, la gamification è stata incorporata dall'AARP nell'educazione degli anziani.
La ludicizzazione, come strumento educativo e di modifica del comportamento, ha raggiunto il settore pubblico nel 2012, quando il Dipartimento dell'Energia degli Stati Uniti ha co-finanziato molteplici prove di ricerca, tra cui studi sul comportamento dei consumatori, adattando il formato di apprendimento programmato in microapprendimento mobile per sperimentare l'impatto della gamification nella riduzione del consumo di energia. L'antropologa culturale Susan Mazur-Stommen ha pubblicato un caso di affari per l'applicazione dei giochi per affrontare il cambiamento climatico e la sostenibilità, consegnando una ricerca che "...ha preso molte forme tra cui giochi di carte (Cool Choices), videogiochi (Ludwig), e giochi per dispositivi mobili come gli smartphone (Ringorang) [p.9]."

## Obiettivi
La ludicizzazione è uno dei metodi più efficaci per coinvolgere le persone nelle attività di un sito o servizio offerto. Un comportamento attivo è molto più efficace di quello passivo, anche dal punto di vista della trasmissione di un messaggio: incentivando a compiere delle azioni, il messaggio può essere collegato all'azione stessa, racchiudendo così tutto nella medesima esperienza. Un altro vantaggio di far compiere all'utente determinate azioni è quello di ottenere un riscontro sotto forma di dati. Questa raccolta di dati basati sulle azioni compiute all'interno del gioco permette di catalogare gli utenti e capire quali sono i gusti di ognuno, permettendo di concentrarsi particolarmente sul target e/o cercando di espandere il potenziale bacino d'utenza.
Un altro obiettivo della ludicizzazione è “guidare un interesse attivo verso il messaggio da comunicare”. Dunque essa è un mezzo per veicolare efficacemente le varie informazioni, focalizzando l’attenzione dell’utente verso la campagna di comunicazione ed il brand. Per esempio la gamification applicata ad un sito può valorizzare il messaggio, migliorare il coinvolgimento e raggiungere fasce demografiche differenti.
Questo tipo di strumento funziona poiché fa leva sui desideri e i bisogni delle persone; ad esempio, la gamification fornisce obiettivi da raggiungere, ricompense da guadagnare, sprona alla competizione e all’espressione di sé all’interno della comunità. In quest’ottica la ludicizzazione lavora con la stessa metodologia dei social: gli utenti possono discutere, condividere e comparare le proprie esperienze all’interno del sito o servizio.
I giochi di simulazione in generale sono ampiamente utilizzati per la formazione o l'istruzione. I partecipanti sono portati in un ambiente artificiale che assomiglia a una specifica situazione di vita reale, in modo che possa acquisire conoscenze e abilità relative a una situazione. Conoscenze specifiche e competenze specifiche devono essere acquisite e, di regola, si sa in anticipo quali di queste conoscenze e abilità dovrebbero essere acquisite. In questo modo è possibile stabilire criteri per l'acquisizione di conoscenze e abilità, ed è possibile osservare se i partecipanti raggiungono il livello di conoscenza richiesto. Un tale sistema può valutare i comportamenti (es. in termini di gettoni o punti) secondo una procedura di valutazione predefinita. Nella sessione del rapporto finale si può fare una valutazione conclusiva, magari anche affidandosi su un test per determinare se gli obiettivi di apprendimento sono stati raggiunti. Dunque tale sessione conclusiva si concentra sulle prestazioni dei partecipanti nel gioco di simulazione, quindi gli obiettivi "interni" sono di fondamentale importanza. Inoltre, essa può essere utilizzata, se necessario, per aiutare i partecipanti a collegare le conoscenze e le abilità sviluppate nel gioco di alla corrispondente situazione di vita reale. Il rapporto intermedio può essere utilizzato per mostrare ai partecipanti il divario tra le prestazioni effettive e target, e per fornire suggerimenti o anche linee guida che possano aiutare a colmare questa lacuna nelle fasi successive. Questo può essere fatto identificando gli errori o discutendo corsi d'azione alternativi.

## Applicazioni
La ludicizzazione può essere applicata in moltissimi campi. Essa non si limita solamente al social-business o al coinvolgimento in rete, ma può essere applicata in tutte quelle occasioni dove l'obiettivo finale è comunicare, diffondere, far capire, spiegare messaggi, di svariati tipi. Nei percorsi formativi e di apprendimento, specialmente nell'apprendimento esperienziale, l'apprendimento ludico infatti può essere un elemento che aiuta molto la trasmissione di contenuti, con annessi vantaggi e criticità. Stimolare la competizione con l'applicazione della gamification, ad esempio, può presentare diversi vantaggi, come l'aumento della produttività o dell'impegno dei partecipanti, ma, dall'altro lato della medaglia, potrebbe far sorgere alcune dinamiche di gruppo non favorevoli e minanti per il gruppo ove è applicata questa tecnica.
Di seguito una lista dei possibili campi di applicazione:
- Addestramento (militare e lavorativo)
- Ambiente ed ecologia
- Banche e Finanza
- Branding aziendale e personale
- E-commerce
- Educazione
- Apprendimento digitale
- Employee engagement (coinvolgimento dei dipendenti in azienda)
- Enterprise: migliorare processi interni all'azienda
- Politiche pubbliche
- Programmi di fidelizzazione ed engagement
- Ricerca scientifica (come Foldit o EteRNA)
- Salute e benessere
- Apprendimento sociale
- Social Media
- Wellness[11]

## Tecniche
Le meccaniche di gioco della ludicizzazione sono in continua evoluzione e procedono di pari passo con gli studi condotti in materia di progettazione videoludica. Esistono però degli elementi e delle meccaniche di base abbastanza semplici che sono utilizzate nella maggior parte dei processi di gamification, le quali assicurano all'utente un'esperienza stimolante e soddisfacente tramite l'impegno, l'interesse, la partecipazione, l'altruismo, il mutuo aiuto.
Le suddette dinamiche coinvolgono, in maniera più o meno profonda, le motivazioni intrinseche dei players, e diverse situazioni, come ad esempio ricevere premi o ricompense, possono accrescere aspetti esclusivamente personali come il senso di autorealizzazione, e/o di autoespressione, la competizione, e molti altri aspetti della vita del player, più o meno nascosti.
Vediamole qui di seguito:
- Punti, crediti, ricompense: La raccolta di punti è uno strumento molto potente per aumentare la partecipazione dell'utente. Anche senza un valore reale associato ai punti, gli utenti sono spinti a compiere determinate azioni per aumentare il loro "tesoro". Dividendo tali punti in categorie, è possibile spingere l'utente a compiere varie azioni ed avere differenti atteggiamenti. I punti serviranno per vincere i premi, così che l'utente avrà la sensazione che il tempo speso per guadagnare punti è tempo ben speso. I punteggi non sono tutti della stessa tipologia: essi differiscono in base a ciò che si compie, e fanno in modo di indirizzare i comportamenti. I punti, inoltre, possono anche essere interscambiabili tra gli utenti coinvolti.
- Livelli e stato: Il livello è un mezzo per classificare l'intera utenza in base al punteggio ottenuto, e molto spesso rispecchia anche contesti reali come il lavoro, la scuola e ambienti sociali, dove le persone sono divise per classi ordinate in modo gerarchico. Il livello introduce sempre un nuovo traguardo da raggiungere o uno step da superare, spesso attraverso l'accumulo dei punti. Ogni livello raggiunto ha come conseguenza l'accesso a determinati privilegi inediti, i quali possono essere evidenziati e segnalati nel profilo dell'utente. Questo processo stimola il player ad impegnarsi sempre di più perché ha un reale ritorno visivo del proprio stato gerarchico.
- Beni virtuali ed espressioni di sé: L'accumulo dei punti deve dare la possibilità all'utente di vincere, scambiare o acquistare dei beni virtuali. I beni virtuali sono un elemento fondamentale: oltre ad incentivare l'utente ad impegnarsi per riuscire a comprare l'oggetto, essi potranno essere usati per crearsi una propria identità all'interno della community, personalizzando, qualora il game ne sia previsto, il proprio avatar e mostrarlo fieramente agli altri utenti. L'utilizzo di beni virtuali può essere anche un valido metodo per i creatori del gioco di generare profitto, proponendo l'acquisto di oggetti virtuali (skin, accessori, emotes) con denaro reale (le cosiddette microtransazioni, le quali, in alcuni casi, sono state oggetto di forte discussione[15]).
- Le classifiche e la competizione: Le classifiche ordinano e suddividono l'utenza di un gioco. Tale suddivisione può basarsi su varie caratteristiche come tempo speso, il livello, i punti e le performance. L'utente sarà spinto a spendere sempre più tempo all'interno del gioco per scalare la classifica e guadagnare posizioni migliori, monitorando passo passo i propri progressi e quelli degli altri. Il senso di competizione (che, in alcune persone si genera, anche solamente guardando la classifica) è una meccanica molto potente perché è strettamente collegata alla volontà di diventare il migliore all'interno di una comunità, dimostrandosi più forte in termini di risultati, oppure di tempo speso su un determinato gioco.[14]
- Compiti: sono le indicazioni che vengono date ai giocatori, il quale deve seguirle, per indirizzarlo a giocare al meglio. Possono essere istruzioni, ordini, soluzioni di indovinelli, o in generale semplici indicazioni su cosa fare e su come farlo. Il completamento di queste può generare una serie di premi e far avanzare il protagonista del gioco allo step successivo.
- Sfide ed obiettivi: sono prove che si possono affrontare nei vari giochi. Superare queste ultime potrebbe far guadagnare al player ricompense, gratificandolo per il suo lavoro. Superare sfide e raggiungere obiettivi è un elemento fondamentale (specialmente nei giochi cosiddetti "arcade"), ma che nel processo di gamification porta molti benefici a chi partecipa.[16]
- Altruismo e cooperazione: in certi contesti ludici può capitare di essere aiutati e di lavorare o giocare assieme ad altri player. Per passare allo status o alla fase successiva, per raggiungere il proprio obiettivo o per ricevere qualche premio extra a volte infatti si è costretti ad aiutare qualcuno o ad essere aiutati; nei giochi virtuali si trova questa caratteristica, e nell'ambito della gamification la componente altruistica potrebbe essere un elemento peculiare da inserire nel processo, oltre che un elemento che la stessa tecnica potrebbe far sviluppare a coloro che la affrontano. Anche la cooperazione è parte integrante di alcuni aspetti ludici ed è largamente favorita da alcuni giochi che non sono prettamente educativi (da FIFA a Far Cry, per citarne alcuni). Nella gamification anche la cooperazione può essere un elemento chiave in quanto la dinamica di collaborazione (forzata e non) con altri player potrebbe generare molti benefit a coloro che usufruiscono della ludicizzazione.[14]

## Approfondimenti
Esistono giochi quali "serious game" o "advergame" che hanno come obiettivo l'educazione, ciò che li differenzia dalla ludicizzazione è che sono giochi completi, con trama, obiettivi e percorsi.
I primi strumenti nascono negli anni ottanta quando aziende, istituzioni e designer capiscono il potenziale del gaming associato alla vita quotidiana. Il loro obiettivo è quello di migliorare il messaggio pubblicitario, di diffondere l'educazione e di far integrare il mondo virtuale con quello reale.
Negli ultimi anni i videogiochi hanno decisamente allargato il loro mercato grazie all'avvento delle applicazioni per cellulare e all'uso di Facebook. Gli smartphone hanno reso accessibile, in ogni momento della giornata, i vari prodotti che hanno avuto decisamente un incremento di utilizzo e di potenzialità, mentre Facebook ha agevolato i processi di viralizzazione. Secondo le statistiche del tipo di utilizzo delle piattaforme, un'enorme massa di non giocatori ha iniziato a familiarizzare con le meccaniche di un videogioco, si è sviluppato così un mercato che non interessa più solo il genere maschile dai 13-33 anni ma anche quello femminile, si è venuto a creare inoltre uno stereotipo di giocatore (donna, mamma sui 43 anni) grazie alla grande affluenza di donne nel mercato dei social games. Questo fenomeno è spiegabile con il fatto che moltissime donne, soprattutto se casalinghe, possono avere libero accesso a piattaforme come pc o smartphone che mettono a disposizione mini-giochi di facile accesso e intuizione.
Tornando alle statistiche citate in precedenza, si nota quindi che la categoria “giochi” domina sulle altre per numero di applicazioni ma anche per fatturato generato. Secondo degli studi condotti dall'istituto di Seattle, il 40% dei giocatori online sono donne. La componente fondamentale per un prodotto di successo è quello della comunità in quanto le persone amano condividere con gli altri i propri successi, sentimenti e competizioni.

## Esempi
Un interessante esempio è stato sviluppato dall'azienda automobilistica Nissan, che ha creato una app situata all’interno del pannello connesso a Internet, che consente di monitorare in tempo reale quanto carburante stai consumando, e crea un punteggio che viene messo a confronto con altri automobilisti nella stessa provincia, regione e paese. Così, si genera una classifica che stabilisce chi ha i migliori stili di guida in un determinato territorio e in base al ranking si ricevono delle ricompense. Si può dire sia una tecnica interessante per stimolare la guida eco-sostenibile.
Un momento dove può venir usata è per il reclutamento, ad esempio con la piattaforma “Adecco” si è venuto a trasformare il percorso di selezione in un videogioco in linea, ma anche per i corsi sulla sicurezza. Per non cadere nella noia e nella ripetizione, si riesce a trasformare l'attività e a far divertire tutti, soprattutto la schiera dei millennials, di chi entra nel mondo del lavoro nei prossimi anni e di chi ci è appena entrato.
Rimanendo nel mondo della formazione, la “SAP” usa delle simulazione quindi le persone giocano ma allo stesso tempo stanno imparando l'arte della negoziazione e della vendita.
Nel settore del volontariato è stata creata una applicazione denominata AppToMe, che incentiva i volontari a donare il loro tempo partecipando ai turni.
Un altro esempio degno di nota lo si ritrova nell'ambito della salute. Esiste un’applicazione denominata “zombie run” in cui si deve scappare dagli zombie e quindi correndo e muovendosi pur di sopravvivere si fa sport, si perde un po’ di peso e ci si mantiene in forma e sani.
Un ultimo esempio è la patente di guida. Questa si può definire un “esperimento riuscito” di gamification in quanto se ci si comporta sempre bene rispettando le regole, alla fine di ogni biennio vengono concessi due punti, se invece si commette un illecito, si perdono alcuni punti o tutti ripartendo da capo.

## Criticità
Il ricercatore dell'Università di Amburgo Sebastian Deterding ha caratterizzato le strategie popolari iniziali per la ludicizzazione come non divertenti e che creano un senso artificiale di realizzazione. Dice anche che la gamification può generare ed incoraggiare alcuni comportamenti non voluti. La gamification mal progettata sul posto di lavoro è stata paragonata al taylorismo, ed è considerata una forma di gestione negativa da parte del datore di lavoro o dell'azienda, detta micromanagement.
In una rassegna di 132 delle migliori applicazioni di salute e fitness nell'app store di Apple, nel 2014, utilizzando la gamification come metodo per modificare il comportamento, gli autori hanno concluso che "Nonostante l'inclusione di almeno alcuni componenti di ludicizzazione, i punteggi medi di integrazione dei componenti di gamification erano ancora sotto il 50 per cento. Questo era vero anche per l'inclusione di elementi di gioco e l'uso di costrutti di teoria del comportamento della salute, mostrando così una mancanza di seguire qualsiasi chiaro standard industriale di gioco efficace, gamification, o teoria comportamentale nelle app di salute e fitness".
In seguito ad uno studio del 2016 che analizza i dati dei risultati di 1.298 utenti che hanno gareggiato in sfide di esercizio gamificate e incentivate mentre usavano dispositivi indossabili, è emerso che i dati possono essere altamente distorti da coorti di utenti già sani, piuttosto che il pubblico previsto di partecipanti che richiedono un intervento comportamentale.
Autori di giochi come Jon Radoff e Margaret Robertson hanno anche criticato la gamification in quanto esclude elementi come la narrazione e le esperienze, e usa semplici sistemi di ricompensa al posto di vere meccaniche di gioco.
I professionisti della ludicizzazione hanno sottolineato che mentre le architetture iniziali più popolari erano in realtà per lo più basati su un approccio di ricompensa semplicistico, anche quelli hanno portato a miglioramenti significativi nell'impegno a breve termine. Questo è stato supportato dal primo studio completo del 2014, che ha concluso che un aumento degli elementi di gamification correlava con un aumento del punteggio di motivazione, ma non con i punteggi di capacità.
Il professore del Massachusetts Institute of Technology Kevin Slavin ha descritto la ricerca commerciale sulla ludicizzazione come difettosa e fuorviante per coloro che non hanno familiarità con il gioco. Heather Chaplin, scrivendo su Slate, descrive la gamification come "un'idea presumibilmente populista che in realtà favorisce gli interessi aziendali rispetto a quelli della gente comune". Jane McGonigal ha preso le distanze dall'etichetta "gamification", elencando le ricompense al di fuori del gameplay come l'idea centrale della gamification e distinguendo le applicazioni di gioco in cui il gameplay stesso è la ricompensa sotto il termine "gameful design".
In ambito anglossassone, "gamification" come termine in sé è criticato da alcune figure. Ian Bogost, su tutti, si è riferito al termine come una moda di marketing e ha suggerito exploitation-ware come un nome più adatto per i giochi usati nel marketing. Altre opinioni sulla critica della terminologia usata hanno però concluso che il termine sia sensato.